# Agrilus auropictus
Agrilus auropictus (лат.) — вид узкотелых жуков-златок.

## Распространение
Вьетнам, Индия, Китай, Тайвань, Япония.

## Описание
Длина тела взрослых насекомых (имаго) 5,7—8,9 мм. Отличается надкрыльями, которые равномерно уменьшаются апикально, без расширенных вершин. Тело узкое, основная окраска со спинной стороны тёмно-бронзовая с отблеском. Переднегрудь с воротничком. Боковой край переднеспинки цельный, гладкий. Глаза крупные, почти соприкасаются с переднеспинкой. Личинки развиваются на различных лиственных деревьях. Встречаются с апреля по ноябрь на высотах от 800 до 1200 м. Валидный статус был подтверждён в ходе ревизии, проведённой в 2011 году канадскими колеоптерологами Эдвардом Йендеком (Eduard Jendek) и Василием Гребенниковым (Оттава, Канада).